# ISCH-56
Die ISCH-56 (russisch ИЖ-56, englische Transkription IZH-56) ist ein sowjetisches Motorrad des Herstellers Ischmasch. Sie wurde von 1956 bis 1962 produziert.

## Modellgeschichte und Technik
Die ISCH-56 löste 1956 in der Serienproduktion die ISCH-49 ab und unterscheidet sich von ihr deutlich. Sie wurde als Straßenmotorrad für Überlandfahrten konstruiert und war sowohl als Solomotorrad mit Platz für einen Sozius und wahlweise auch als Motorradgespann ab Werk erhältlich. Der Beiwagen konnte im Bedarfsfall einfach abgenommen werden.
Das Fahrgestell besteht aus einem Einschleifen-Rohrrahmen mit unter dem Motorblock gegabeltem Unterzug. Das Vorderrad wird in einer hydraulisch gedämpften Teleskopgabel geführt. Das Hinterrad ist in einer gezogenen, mit zwei Federbeinen abgestützten Langarmschwinge aufgehängt. Die Räder mit geraden Speichen sind untereinander austauschbar.
Der luftgekühlte Einzylinder-Zweitaktmotor der ISCH-56 ist 20 % leistungsfähiger als der des Vorgängermodells, die Motorleistung stieg auf 13 PS. Vergaser und Luftfilter sind standardmäßig mit einer abnehmbaren Verkleidung versehen. Der Vergaser wird unter der Verkleidung gleichzeitig vorgewärmt. Im Gegensatz zu dem des Vorgängermodells ISCH-49 ist der Zylinder der ISCH-56 aus einer Aluminiumlegierung mit Grauguss-Laufbuchse hergestellt. Der Zylinder hat zwei Auslässe und so je Seite eine Auspuffanlage. Die Kurbelwelle ist geschmiedet und verpresst. Das Motor-Getriebe-Gehäuse ist horizontal teilbar. Der Fußschalthebel und der Kickstarter befinden sich auf der linken Seite. Zusätzlich ist wie bei der ISCH-49 ein weiterer Getriebehebel als kurzer aufrecht stehender Handschalthebel auf der rechten Seite des Motors ausgeführt. Die Antriebskette zum Hinterrad ist gekapselt. Laut Hersteller waren Wasserdurchfahrten bis zu 30 cm Tiefe möglich.
Die beiden Schutzbleche sind tief heruntergezogenen um den Fahrer gut vor Staub und Schmutz der damaligen Straßenverhältnisse zu schützen. Das Motorrad war wahlweise mit Doppelsitzbank oder zwei Einzelsitzen erhältlich.
Im Lauf der Produktionsdauer wurden  677.428  ISCH-56 hergestellt, davon rd. 130.000 mit Seitenwagen ab Werk. 1962 wurde sie durch die ISCH-Planeta abgelöst, die auf der ISCH-56 basierte.

## Technische Daten
| ISCH-56                  | ISCH-56                                                                                         |                               |
| ------------------------ | ----------------------------------------------------------------------------------------------- | ----------------------------- |
| Baujahre                 | 1956–1962                                                                                       |                               |
| Motor                    | fahrtwindgekühlter Einzylinder-Zweitaktmotor, Kickstarter                                       |                               |
| Steuerung                | Schlitzsteuerung                                                                                |                               |
| Ladungswechsel           | Umkehrspülung                                                                                   |                               |
| Bohrung × Hub            | 72 × 85 mm                                                                                      |                               |
| Hubraum                  | 346 cm³                                                                                         |                               |
| Verdichtung              | 6,8 : 1                                                                                         |                               |
| Nennleistung             | 13 PS (9,6 kW) bei 4200–4500/min                                                                |                               |
| Vergaser                 | Typ К-28Б                                                                                       |                               |
| Schmierung               | Zweitaktgemisch 1 : 25                                                                          |                               |
| Zündung                  | Batteriezündung, kontaktgesteuert                                                               |                               |
| Lichtmaschine            | 6 V – 45 W, Typ Г-36, später Г-36М                                                              |                               |
| Bordspannung             | 6 V                                                                                             |                               |
| Kupplung                 | Mehrscheibenkupplung im Ölbad                                                                   |                               |
| Getriebe                 | 4-Gang-Getriebe, Übersetzungen (1. Gang: 4,32:1; 2. Gang: 2,24:1; 3. Gang: 1,4:1; 4. Gang: 1:1) |                               |
| Endantrieb               | Kette, Endübersetzung: 2,47                                                                     |                               |
| Rahmenbauart             | Stahlrohr-Rahmen mit Unterzug                                                                   | Stahlrohr-Rahmen mit Unterzug |
| Maße (L × B × H)         | 2115 × 1025 × 780 mm                                                                            |                               |
| Bodenfreiheit            | 135 mm                                                                                          |                               |
| Radaufhängung vorn       | Teleskopgabel, hydraulisch gedämpft                                                             |                               |
| Radaufhängung hinten     | gezogene Langarmschwinge, mit 2 hydraulisch gedämpfte Federbeinen abgestützt                    |                               |
| Felgengröße vorn         | Drahtspeichenrad, 19″                                                                           | Drahtspeichenrad, 19″         |
| Felgengröße hinten       | Drahtspeichenrad, 19″                                                                           | Drahtspeichenrad, 19″         |
| Bereifung vorn           | 3,25–19″                                                                                        | 3,25–19″                      |
| Bereifung hinten         | 3,25–19″                                                                                        | 3,25–19″                      |
| Bremse vorn              | Innenbacken-Trommelbremsen (Vollnabe)                                                           |                               |
| Bremse hinten            | Innenbacken-Trommelbremsen (Vollnabe)                                                           |                               |
| Leergewicht              | 158 kg (trocken)                                                                                |                               |
| zulässiges Gesamtgewicht | 290 (als Motorradgespann: 470 kg)                                                               |                               |
| Höchstgeschwindigkeit    | 100 km/h                                                                                        |                               |
| Tankinhalt               | 14 l                                                                                            |                               |
| Verbrauch                | 4,5 l/100 km                                                                                    |                               |
| Reichweite               | 320–360 km                                                                                      |                               |

## Sportmotorräder aus der Serie
1957 begann die Produktion der neuen Serie von Sport-Motorrädern mit geschweißtem Rohrrahmen und Hinterradschwinge
- ISCH-57K – für Motocross-Wettbewerbe, 18 PS Leistung
- ISCH-57M – für mehrtägige Wettkämpfe, 18 PS Leistung
- ISCH-54A – Pazmep war für Schaurennen, Hinterrad 16", Vorderrad 19". Leistung 20 PS
- ISCH-60M – für mehrtägige Veranstaltungen, Leistung 19 PS
- ISCH-60MS – für alle Tage und Wettbewerb, mit 6-Gang-Schaltgetriebe.